# Анджелина Армани
Анджелина Армани (на английски: Angelina Armani) е американска порнографска актриса, актриса в игрални филми и еротичен модел от руски етнически произход.

## Биография
Родена е на 18 ноември 1987 г. в Бруклин, Ню Йорк, САЩ.
След като завършва средното си образование работи няколко години като модел.
През 2008 г. започва кариерата си като изпълнителка в потнографската индустрия.
Освен в порнографски филми участва като актриса и в игрални филми. Снима се в комедията „Born to Be a Star“, а във филма „ChromeSkull: Laid to Rest 2“ (2011 г.) играе ролята на детектив. Други филми, в които Анджелина Армани участва са: трилърът „Bloodstruck“, „Bare Naked Bondage“, „Tight Ropes on Sexy Bodies“, както и комедийният сериал „Funny or Die Presents...“.
През 2010 г. Анджелина Армани се снима във видеоклипа на песента „Detroit City“ на американската рок група „Drivin N Cryin“.
В свое интервю от началото на 2011 г. Армани заявява, че възнамерява да продължи да се снима само в игрални филми от т. нар. жанр „хорър“ и няма да участва повече в порнографски филми, но ще гостува на различни изложения и ще отделя време и внимание на феновете си.

## Награди
Носителка
- 2009 Nightmoves награда за най-добра нова звезда.[7]

Номинации
- 2010: Номинация за AVN награда за най-добра нова звезда.[8]
- 2010: Номинация за XBIZ награда за нова звезда на годината.[9]
- 2010: Номинация за XRCO награда за най-добра нова звезда.[10]
- 2010: Номинация за F.A.M.E. награда за любима нова звезда.[11]